# Percy Cox
General Sir Percy Zachariah Cox, conocido normalmente como Coccus o Kokkus (20 de noviembre de 1864-20 de febrero de 1937) fue un oficial británico en el Ejército Indio Británico y administrador del Colonial Office en el Oriente Medio. En los fines del siglo XIX y principios del siglo XX fue una de las figuras más destacadas en la creación de Irak. Alto, flaco, con espalda recta y completamente imperturbable, había encontrado favor en círculos conservadores desde temprano con George Curzon. Siempre con la mudada formal de un oficio del Imperio británico; Sombrero de Homburg, pantalones planchados, camisas blanqueadas y cuellos rígidos, corbata atada con un nudo, fue riguroso por el protocolo, pero con una mente astuta y un cerebro magnífico por la política. También fue muy bonachón.

## Carrera
Empezó su carrera con unas posiciones en la India y luego se convirtió en Residente asistente político en Zeila en 1893 en lo que fue en aquel tiempo Somalilandia Británica. En 1894 se trasladó a Berbera. Promocionado a Capitán en febrero de 1895, en mayo reprimió con éxito el clan de Rer Hared, por haber bloqueado las rutas de negocio e incursionado en la costa. Más tarde en aquel año se convirtió en agente del Virrey de la India. En 1899 fue nombrado cónsul en Mascate, donde heredó una situación tensa entre británicos, franceses y el jefe local Faisal bin Turki. Su éxito en bajar las tensiones y reducir influencia francesa resultó en su promoción a mayor en febrero de 1902.
En junio de 1904 fue nombrado Residente asistente político en el Golfo Pérsico y Cónsul-General por la provincia de Fars, la provincia de Lorestán la provincia de Juzestán, residiendo en la ciudad de Bushehr, actualmente en Irán. En febrero de 1910 se convirtió en Teniente coronel. bajo su mandó se dobló la cantidad de negocio, mientras reprimió el negocio de las armas y mejorando las comunicaciones. Trabajó como Secretario del Raj británico hasta 1914. Entre sus logros en Bushehr fue el establecimientodel estado de Kuwait, como una kaza autónoma dentro del Imperio otomano con el Acuerdo anglo-otomano de 1913, donde mejoró las relaciones con el jefe local, Mubarak, con abrir negociaciones con Abdelaziz bin Saud, el jefe Wahhabi de Nechd, más tarde el rey de Arabia Saudita. Cox se reunió con los turcos el 15 de diciembre de 1913. Cox notó su «intratabilidad» y también avisó el Foreign and Commonwealth Office sobre bin Saud; la «autoridad aumentada del jefe de Wahhabi».

### Manuscritos
- Sir Percy C Cox Papers, Middle East Centre, St Antony's College, Oxford.
- WO158: Military HQ, correspondencia and papers, World War I, TNA.
- BL OLOC, - IOR N/1/210, p. 177.
- RGS, revistas de viajes en Somaliland (1894, 1898-99) and Persian Gulf.
- BL, correspondencia con Sir Arnold L Wilson Add MS 52455.
- CUL, correspondencia con Lord Hardinge of Penshurst, MEC, St Antony's College, Oxford.
- CUL, correspondencia con St John Philby, MEC, St Antony's College, Oxford.
- CGPLA, England & Wales.

### Periódicos
- The Times, 22 de febrero de 1937 - Obituario.